# Testchart

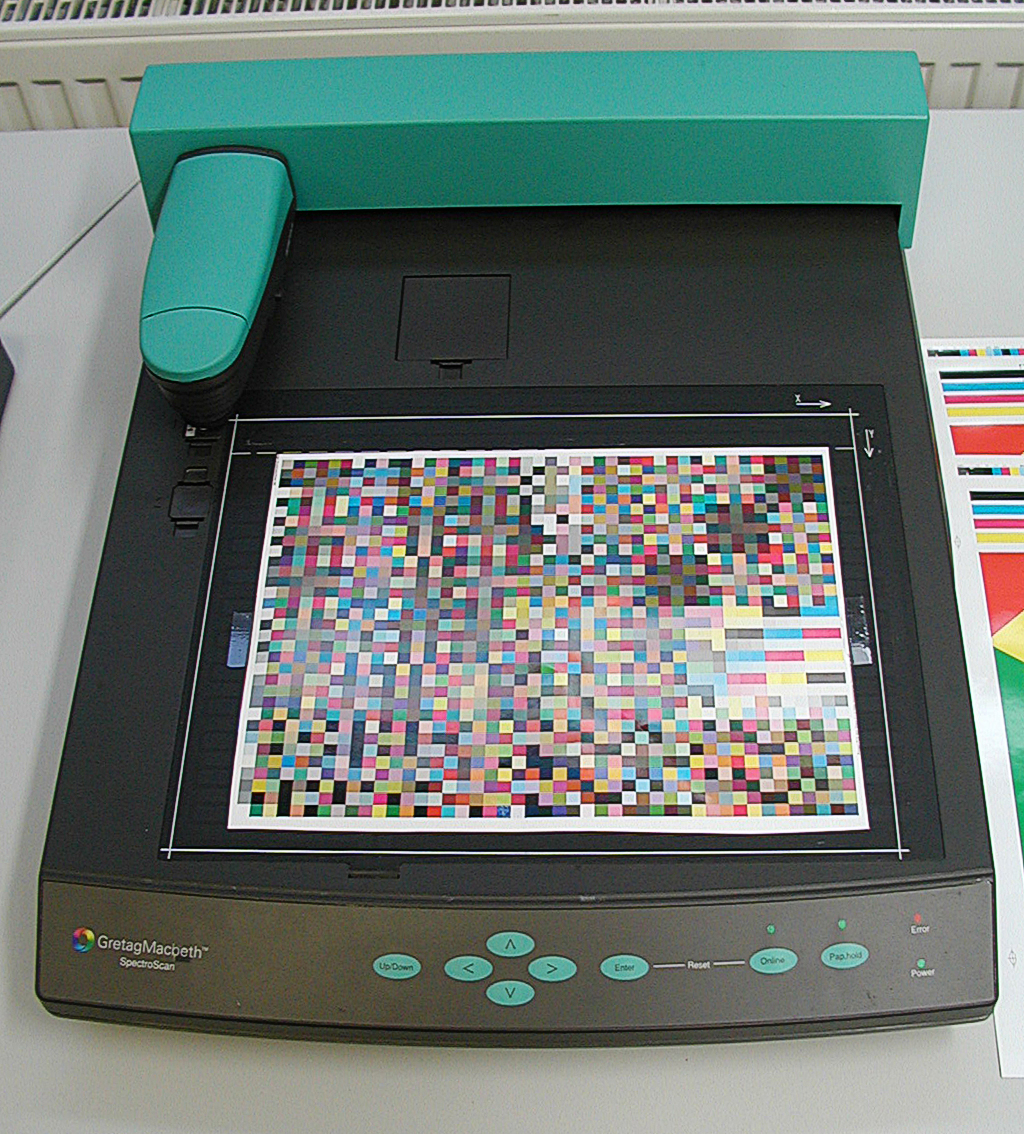
Ein Testchart wird mit einem Spektralfotometer ausgemessen

Ein Testchart, auch Charakterisierungschart genannt, wird benötigt, um im ersten Schritt beim Aufbau eines Farbmanagements die Gerätecharakterisierung für einen Scanner, einen Drucker oder Fotokameras zu erstellen.
Ein Testchart besteht aus einer begrenzten Anzahl von Farbfeldern, deren Zusammensetzung aus den Prozessfarben Cyan, Magenta, Gelb und Schwarz bekannt ist.
Testcharts werden von verschiedenen Organisationen zur Verfügung gestellt, mit dem Ziel ein einheitliches Chart für alle Profilierungstools zu verwenden. Zum Beispiel das "ECI 2002" der European Color Initiative. Der bekannteste Vertreter dürfte das "IT 8" sein. Ein weiteres Testchart ist das "TC3.5".
Es gibt zwei Arten von Testcharts: geordnete (visual) und ungeordnete (random), bei denen die Farbfelder zufällig angeordnet werden.